# Ґоґоліна
Ґоґоліна (пол. Gogolina) — село в Польщі, у гміні Вільчин Конінського повіту Великопольського воєводства.
Населення — 146 осіб (2011).
У 1975-1998 роках село належало до Конінського воєводства.

## Демографія
Демографічна структура станом на 31 березня 2011 року:
|          | Загалом | Допрацездатний вік | Працездатний вік | Постпрацездатний вік |
| -------- | ------- | ------------------ | ---------------- | -------------------- |
| Чоловіки | 70      | 15                 | 45               | 10                   |
| Жінки    | 76      | 22                 | 39               | 15                   |
| Разом    | 146     | 37                 | 84               | 25                   |